# Drimiopsis maculata
Drimiopsis maculata là một loài thực vật có hoa trong họ Măng tây. Loài này được Lindl. & Paxton mô tả khoa học đầu tiên năm 1851.

## Hình ảnh

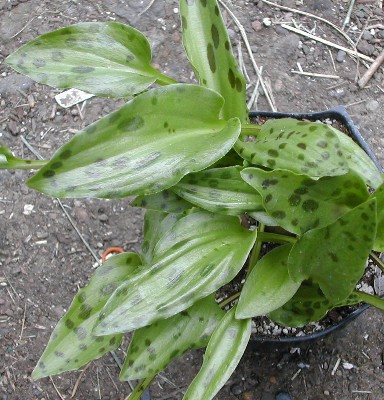
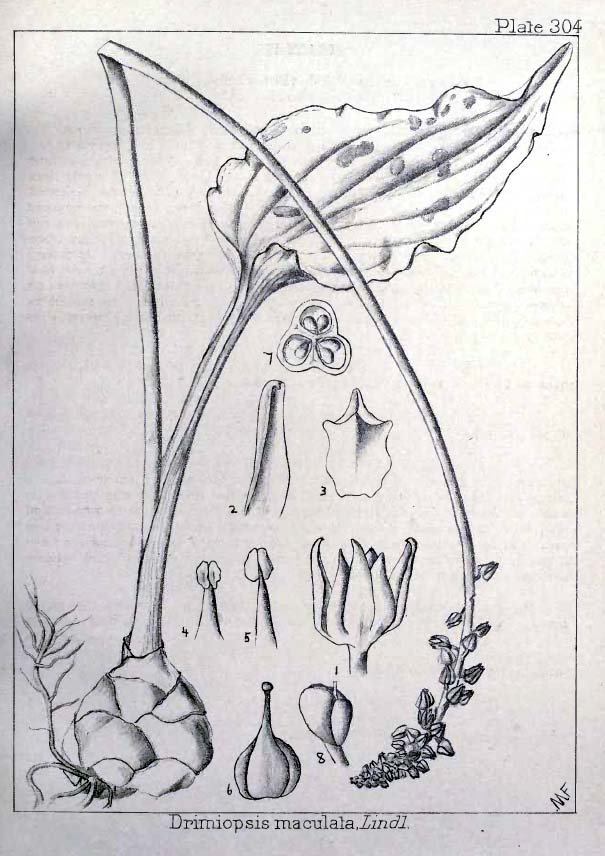
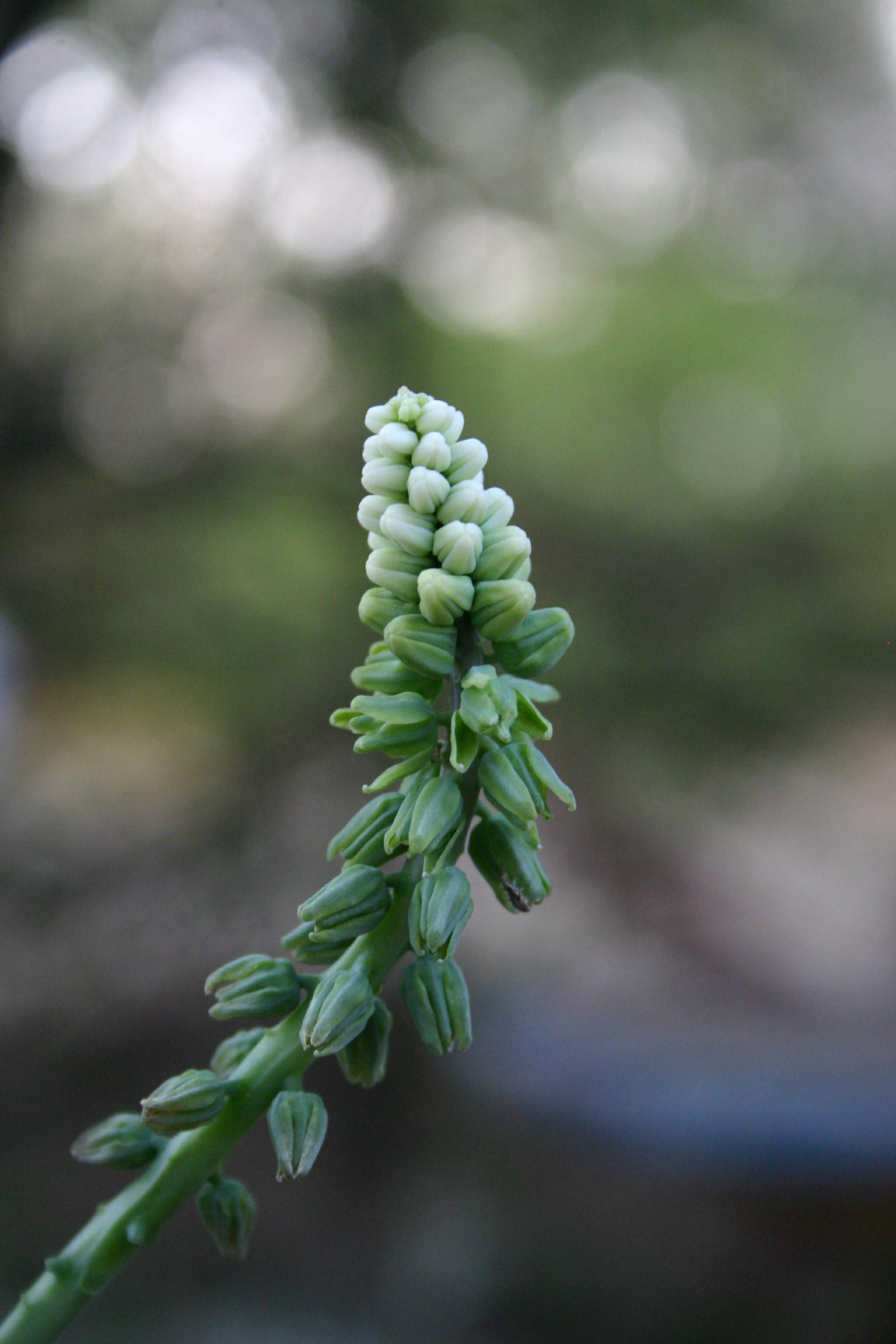
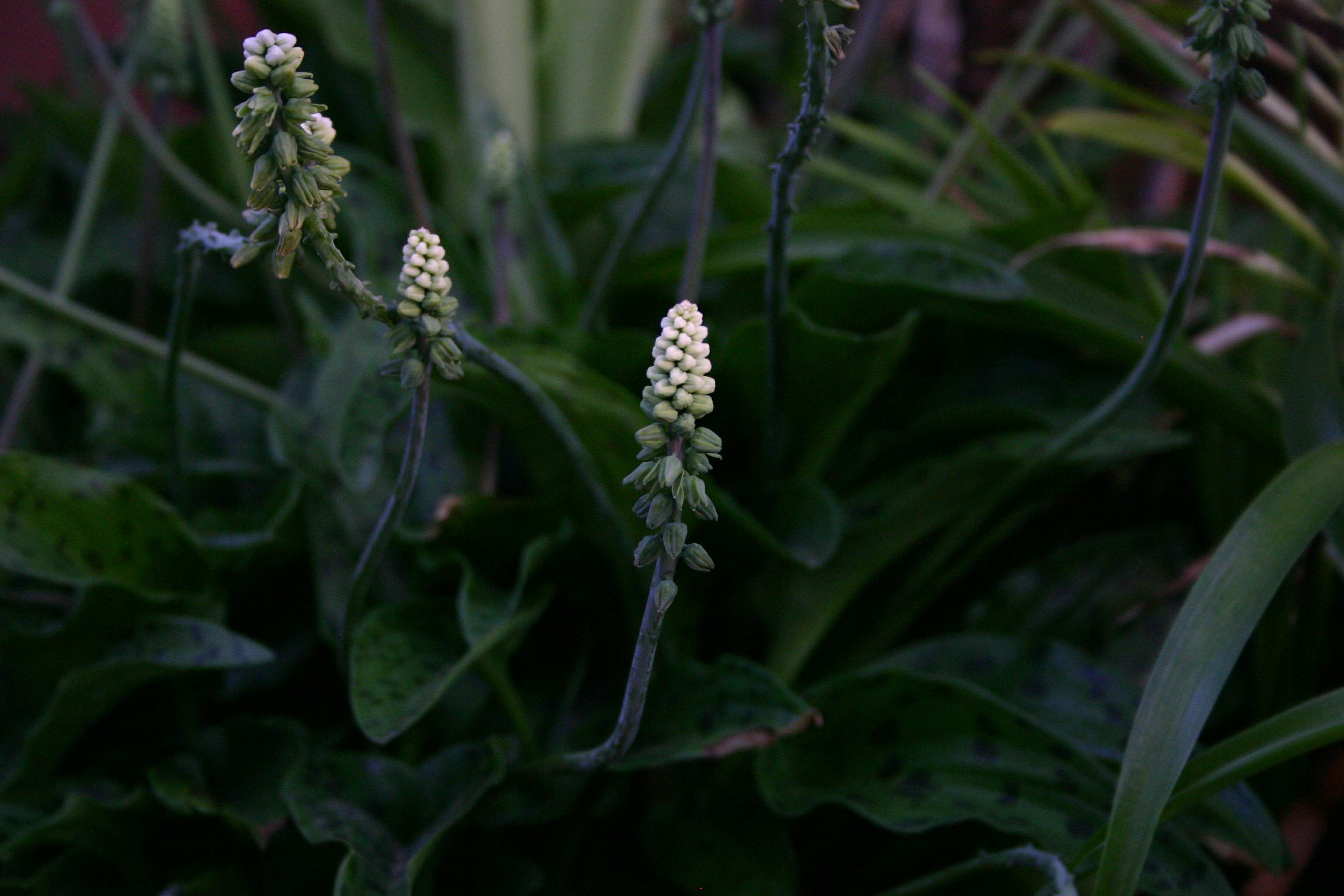